# Wolorde
Wolorde (ou Ouro Lorde, Worldé) est une localité du Cameroun située dans le département du Mayo-Sava et la Région de l'Extrême-Nord, à proximité de la frontière avec le Nigeria. Elle fait partie de l'arrondissement de Tokombéré et du canton de Makilingaye. 

## Population
En 1966-1967 la localité comptait 545 habitants, des Mokyo. À cette date elle disposait d'un marché de coton.
Lors du recensement de 2005, 1 234 personnes y ont été dénombrées.